# Spaelotis germanica
Spaelotis germanica är en fjärilsart som beskrevs av Arnold Spuler 1905. Spaelotis germanica ingår i släktet Spaelotis och familjen nattflyn. Inga underarter finns listade i Catalogue of Life.